# AAA (hudební skupina)
AAA (japonsky トリプル・エー, Toripuru É, čte se Triple A) je japonská pětičlenná popová skupina, která byla založena v roce 2005. Jejími členy jsou Takahiro Nišidžima, Misako Uno, Micuhiro Hidaka, Šindžiró Atae a Šúta Suejoši.

## Diskografie
- Attack (2006)
- All (2007)
- Around (2007)
- Departure (2009)
- Heartful (2010)
- Buzz Communication (2011)
- 777: Triple Seven (2012)
- Eighth Wonder (2013)
- Gold Symphony (2014)
- Way of Glory (2017)
- Color a Life (2018)